# Успенское (Свечинский район)
Успе́нское — село в Свечинском муниципальном округе Кировской области России.

## География
Село находится в западной части Кировской области, в подзоне южной тайги, в пределах Волжско-Ветлужской равнины, на берегах реки Берёзовка (приток реки Ветлуга), на расстоянии приблизительно 25 км (по прямой) к северо-северо-востоку (NNE) от посёлка городского типа Свеча, административного центра района. Абсолютная высота — 153 м над уровнем моря.
Климат
Климат характеризуется как континентальный, умеренно холодный. Среднегодовая температура — 1,5 °C. Абсолютный минимум температуры воздуха самого холодного месяца (января) составляет −45 °C; абсолютный максимум самого тёплого месяца (июля) — 37 °C. Годовое количество атмосферных осадков — 687 мм.

## Население
| 2010 |
| ---- |
| 52   |

Половой состав
По данным Всероссийской переписи населения 2010 года, в гендерной структуре населения мужчины составляли 36,5 %, женщины — соответственно 63,5 %.
Национальный состав
Согласно результатам переписи 2002 года, в национальной структуре населения русские составляли 98 % из 148 чел.